# Ngày Quốc tế Giáo dục
Ngày Quốc tế Giáo dục (tên chính thức: International Day of Education) là một ngày quốc tế được cử hành hàng năm vào ngày 24 tháng 1 nhằm tôn vinh ngành giáo dục. Ngày 3 tháng 12 năm 2018, Đại Hội đồng Liên Hợp Quốc đã thông qua nghị quyết tuyên bố ngày 24 tháng 1 là Ngày Quốc tế Giáo dục, nhằm tôn vinh vai trò của giáo dục trong việc đảm bảo hòa bình thế giới và phát triển bền vững trên toàn cầu.

## Lịch sử
Ngày 24 tháng 1 được tuyên bố là Ngày Giáo dục Quốc tế theo một nghị quyết đã được Đại Hội đồng Liên Hợp Quốc thông qua vào ngày 3 tháng 12 năm 2018. Sau đó, vào ngày 24 tháng 1 năm 2019, Ngày Quốc tế Giáo dục lần đầu tiên được tổ chức. Thông điệp của Đại Hội đồng đang được lan truyền trên toàn cầu. Những nỗ lực chân thành của họ trên toàn thế giới đã cho thấy những kết quả đầy hứa hẹn qua việc cải thiện trình độ học vấn của người dân giúp tạo ra một xã hội có văn hóa bằng sự lạc quan và cơ hội.